# Pulkau (rivière)
 (janvier 2016).
Si vous disposez d'ouvrages ou d'articles de référence ou si vous connaissez des sites web de qualité traitant du thème abordé ici, merci de compléter l'article en donnant les références utiles à sa vérifiabilité et en les liant à la section « Notes et références ».
La Pulkau est une rivière autrichienne de 52 km de long qui coule dans le land de la Basse-Autriche. Elle est un affluent de la Thaya, et donc un sous-affluent du Danube, par la Morava.